# 柏林經濟與法律應用科學大學
柏林經濟與法律應用科技大學（德語：Hochschule für Wirtschaft und Recht Berlin, HWR；英語：Berlin School of Economics and Law）是位於德國首都柏林的一所大型的應用技術大學。該校歷史可追朔至1971年時的柏林經濟學院（德語：Fachhochschule für Wirtschaft Berlin）和1973年時的柏林行政管理和司法應用技術大學（德語：Fachhochschule für Verwaltung und Rechtspflege Berlin）。該校有權授予商科、管理学、公共安全、法学，以及工程等领域的学士与硕士学位。
柏林經濟與法律應用科技大學與700多家知名國際和德國企業有相當密切的合作關係，如德意志銀行、拜耳、德國鐵路、亞馬遜公司等，除了擁有優質的師資和專業課程外，學校也希望學生能提早和世界接軌，截至2018年柏林經濟與法律應用科學大學有將近5000名國際學生來自60多個國家在此學習，每年也有近550位學生赴176所中的國際姊妹校研習，校內課程中除了德語授課外，另有許多的全英語課程供國際學生研讀，是德國大型高等院校國際化的成功典範。
柏林經濟與法律應用科技大學提供60種以上的豐富學士課程和碩士課程，校內設有商業和經濟Department of Business and Economics、 商業和科技研究Department of Cooperative Studies Business and Technology、公共行政Department of Public Administration、法律Department of Legal Studies和警察和安全管理Department of Police and Security Management五大學院，此外另有一所柏林專業學院BPS Berlin Professional School和14個研究中心和機構。

## 荣誉及评价
柏林經濟與法律應用科技大學的各項專業領域在德國也均名列前茅。其商學院為通過世界三大商學院認證機構AMBA認證的七間德國學院之一，同時也獲得《 Times Higher Education》德國MBA排名前 6 名之殊榮。根據《德國經濟週刊》發佈之2015德國大學部分學科的名次，企業經濟學 Betriebswirtschaftslehre於應用科大排名第 5，經濟信息學 Wirtschaftsinformatik排名第 5，並在2018年時由《WirtschaftsWoche》公佈之排名，電腦科學Computer Science同樣於科大領域排名第 12，專業領域成績相當卓越。

## 企業合作
柏林經濟與法律應用科技大學與700多家知名國際和德國企業有相當密切的合作關係，學校更提供學生許多的機會和企業有所接觸和聯繫。
- 福斯集團（Volkswagen Group）
- 德意志銀行（Deutsche Bank）
- 德國商業銀行（Commerzbank）
- 拜耳（Bayer）
- 德國鐵路（Deutsche Bahn）
- 西門子公司（Siemens）
- 亞馬遜公司（Amazon）
- DHL（DHL）

## 校園

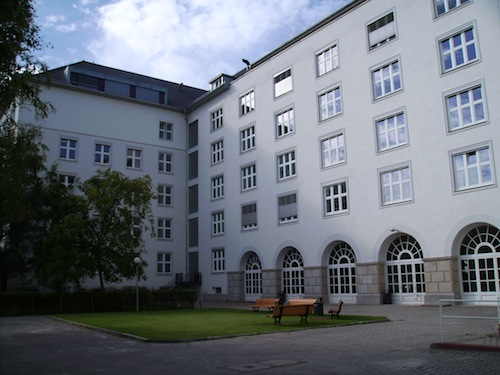
Schöneberg校區
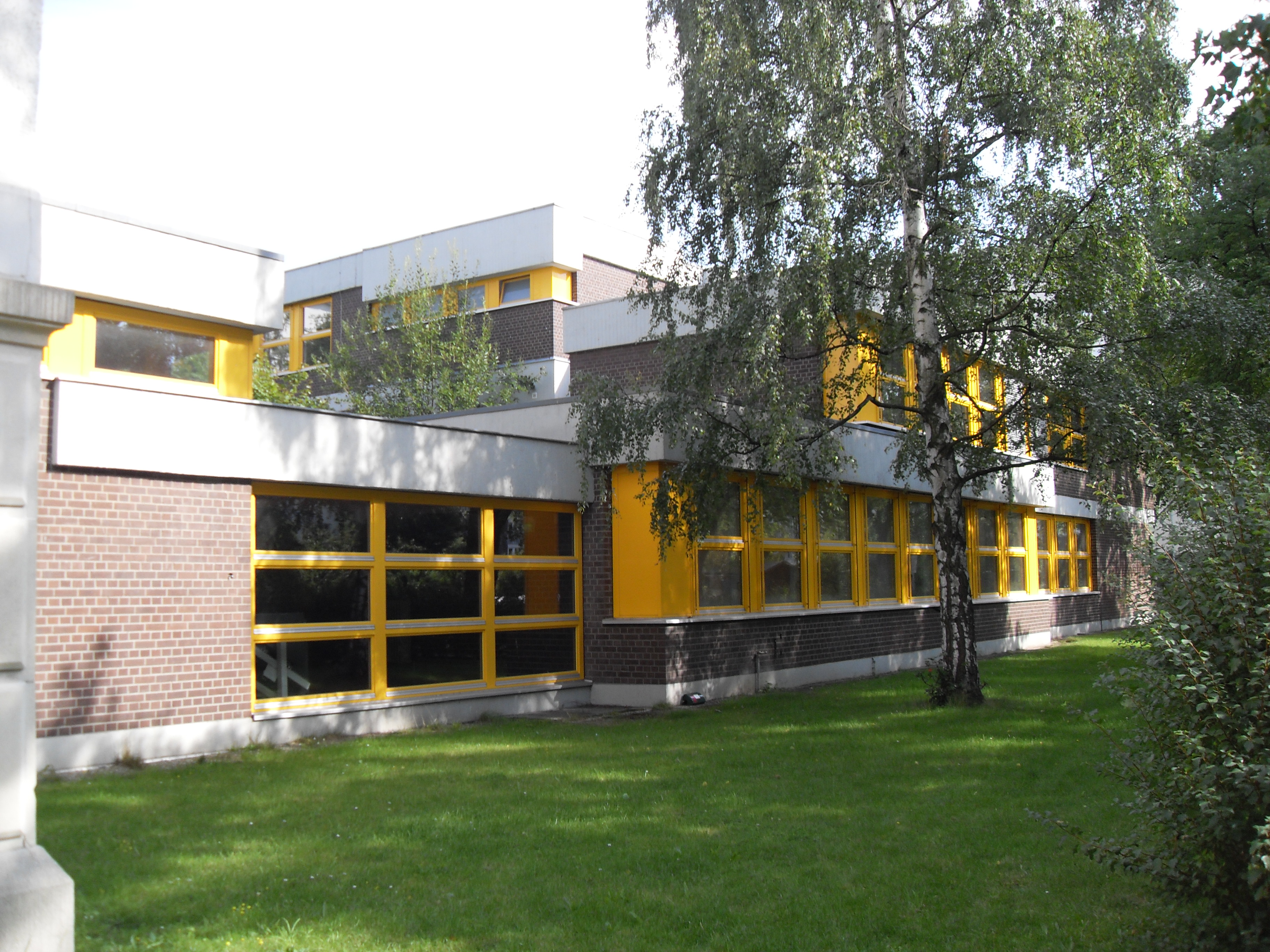
BPS Berlin Professional School校區
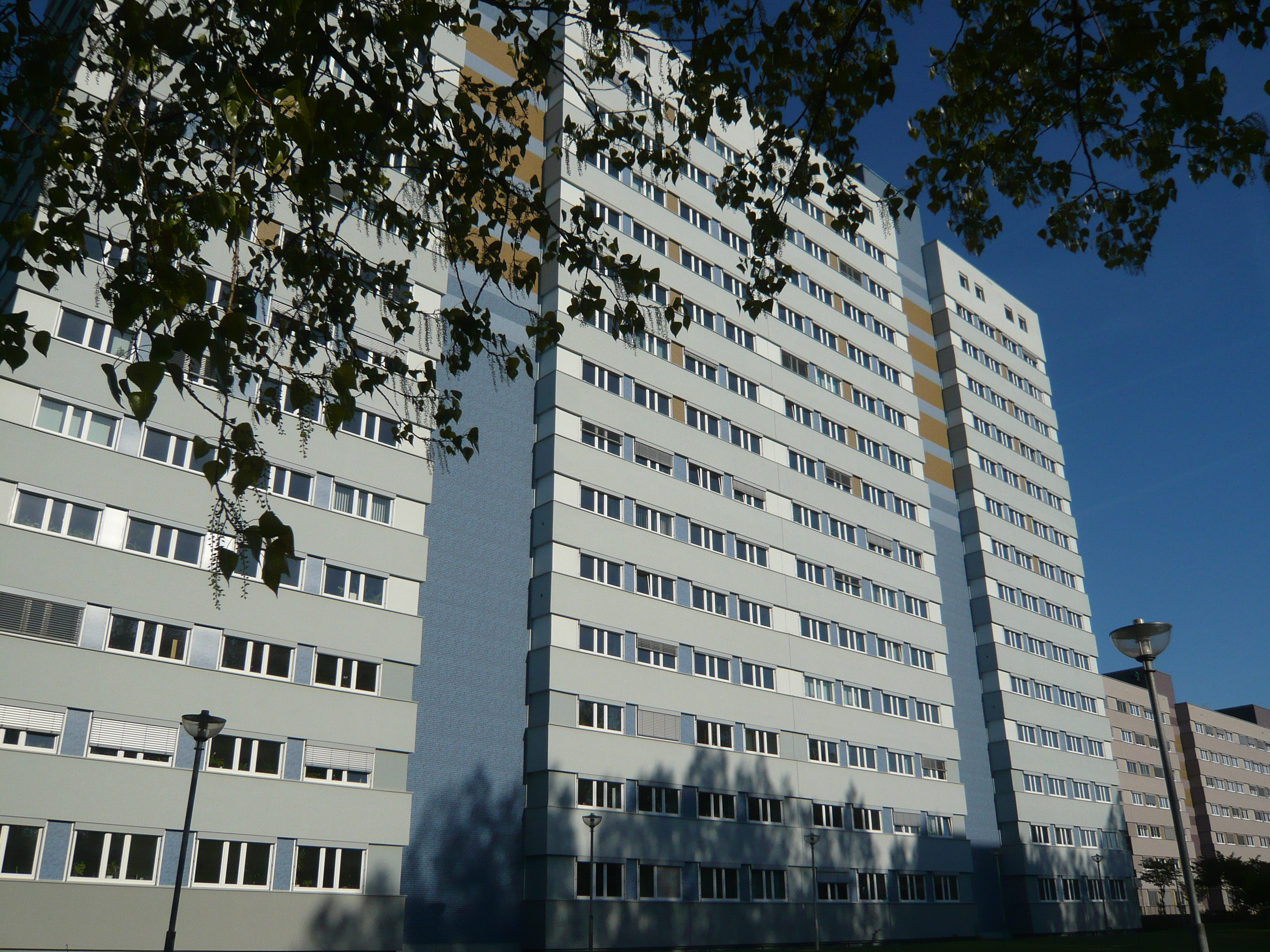
Friedrichsfelde校區

## 外部官方連結
- 柏林經濟與法律應用科學大學學校網站 （页面存档备份，存于）
- BPS Berlin Professional School學校網站  （页面存档备份，存于）
- UAS7 （页面存档备份，存于）